# Hepadnaviridae
Hepadnaviridae és una família de virus d'ADN bicatenari. Causen infeccions al fetge en humans i altres animals (hepatitis B). El nom d'aquest grup ve de la capacitat d'infectar el fetge i de tenir ADN (hepa + dna). Els hepadnavirus són els virus més petits que es coneixen i són només parcialment de doble cadena, perquè una de les dues cadenes d'ADN és incompleta.
El genoma dels hepadnavirus és extremadament petit, de 3 a 3,3 kilobases i els virions són esfèrics, amb un diàmetre d'un 42 nanòmetres, i formats per una còpia del genoma unida de manera covalent a la transcriptasa inversa vírica, que proporciona l'activitat de la DNA polimerasa. Una característica exclusiva d'aquest grup és que el seu genoma es replica mitjançant un intermediari d'ARN.
Es pensava que els hepadnavirus només infectaven els mamífers i els ocells, però el 2015 se'n va descobrir una espècie que infecta Catostomus commersonii, un peix teleosti endèmic dels rius de la regió dels Grans Llacs de Nord-amèrica. Ara es coneixen hepadnavirus que tenen com a hostes els cinc principals grups de vertebrats: mamífers, ocells, rèptils, amfibis i peixos.

## Gèneres
- Gènere Orthohepadnavirus; espècie tipus: Hepatitis B virus
- Gènere Avihepadnavirus; espècie tipus: Duck hepatitis B virus